# Eof
Pour les articles homonymes, voir EOF.
Eof ou Eoves est un porcher anglais qui aurait vécu aux alentours de l'an 700 dans le Worcestershire, en Angleterre. Il aurait eu une apparition mariale à l'origine de la fondation de l'abbaye d'Evesham.

## Légende
L'histoire d'Eof est rapportée pour la première fois par le moine Byrhtferth de Ramsey dans son hagiographie de l'évêque de Worcester Ecgwine, rédigée au début du XIe siècle. D'après ce texte, Eoves est un porcher au service d'Ecgwine qui rapporte à son maître avoir reçu une vision de la Vierge de Marie près de l'Avon. L'évêque fonde l'abbaye d'Evesham sur les lieux de cette apparition.
Le nom même d'Evesham fait référence à un terrain situé dans un méandre (hamm en vieil anglais) appartenant à un dénommé Ēof. Ce prénom pourrait dériver du substantif eofor désignant le sanglier, ce qui serait approprié pour un porcher.